# Eochaid
Eochaid, kralj Pikta, vjerojatno, zajedno s kraljem Giricem, od 878. do 889. godine ili kralj Strathclydea. Bio je sin Rhuna ab Arthgala, kralja Strathclydea, a po majci je bio unuk kralja Pikta i Škota, Kennetha MacAlpina. Obojicu je 889. godine svrgnuo njihov rođak, kralj Donald II. (889. – 900.), sin kralja Konstantina I., nakon čega je Strathclyde postao podkraljevstvo unutar Škotske.

## Vanjske poveznice
- Kralj Eochaid Škotski (878.-889.) - britroyals.com (engl.)